# Рэй, Конни
Конни Рэй (англ. Connie Ray, род. 10 июля 1956) — американская актриса и драматург. Она написала офф-бродвейский мюзикл 1990 года Smoke on the Mountain, а затем получила известность благодаря главной роли в ситкоме «Торкелсонсы» (1991—1993), который транслировался на протяжении двух сезонов. Рэй с тех пор появлялась в эпизодах таких сериалов как «Прикосновение ангела», «Скорая помощь» и «Закон и порядок: Специальный корпус».
Рэй сыграла роли второго плана в нескольких кинофильмах, включая «Стюарт Литтл», «Рука-убийца» и «О Шмидте», а также выступала на бродвейской сцене. В 2014-15 годах она играла роль религиозной матери Эйприл в сериале «Анатомия страсти».

## Фильмография
- Семейка Брэди 2 (1996)
- Космический джем (1996)
- Мои дорогие американцы (1996)
- Скорость 2: Контроль над круизом (1997)
- Проблески надежды (1998)
- Рука-убийца (1999)
- Стюарт Литтл (1999)
- Заблудшие души (2000)
- Машина времени (2002)
- О Шмидте (2002)
- Как быть (2003)
- Бобби Джонс: Гений удара (2004)
- Принцесса льда (2005)
- Здесь курят (2005)
- Расцвет (2006)
- Флаги наших отцов (2006)
- Добро пожаловать в рай (2007)